# Podrzeń
Podrzeń, blechnum (Blechnum) – rodzaj paproci należący do rodziny podrzeniowatych. W wąskim ujęciu, w systemach klasyfikujących paprocie do drobnych rodzajów i rodzin, obejmuje ok. 23–30 gatunków. Z kolei w systemach klasyfikujących gatunki paproci do szeroko ujmowanych rodzajów i rodzin włączanych jest tu ok. 240 gatunków. W wąskim ujęciu zaliczane tu rośliny występują w Ameryce Południowej i Środkowej, z pojedynczymi przedstawicielami w Afryce. Rodzaj w szerokim ujęciu jest niemal kosmopolityczny (zasięg nie obejmuje jedynie obszarów pustynnych, północnej Azji i północno-wschodniej Ameryki Północnej). W szerokim ujęciu do rodzaju tego należy rosnący w Polsce podrzeń żebrowiec Blechnum spicant, który w wąskich ujęciach klasyfikowany jest jako Struthiopteris spicant.

## Systematyka
Wykaz gatunków w wąskim ujęciu rodzaju według World Plants
- Blechnum anthracinum R.C.Moran
- Blechnum appendiculatum Willd.
- Blechnum arcuatum J.Rémy ex Fée
- Blechnum areolatum V.A.O.Dittrich & Salino
- Blechnum asplenioides Sw.
- Blechnum auriculatum Cav.
- Blechnum australe L.
- Blechnum austrobrasilianum de la Sota
- Blechnum × caudatum Cav.
- Blechnum × confluens Schltdl. & Cham.
- Blechnum × falciculatum C.Presl
- Blechnum gracile Kaulf.
- Blechnum gracilipes (Rosenst.) M.Kessler & A.R.Sm.
- Blechnum guayanense A.Rojas
- Blechnum hastatum Kaulf.
- Blechnum heringeri Brade
- Blechnum laevigatum Cav.
- Blechnum lanceola Sw.
- Blechnum × leopoldense (Dutra) V.A.O.Dittrich & Salino
- Blechnum longipilosum V.A.O.Dittrich & Salino
- Blechnum ludificans Herter
- Blechnum malacothrix Maxon & Morton
- Blechnum meridense Klotzsch
- Blechnum occidentale L.
- Blechnum × pampasicum de la Sota & M.L.Durán
- Blechnum polypodioides Raddi
- Blechnum punctulatum Sw.
- Blechnum tomentosum M.Kessler & A.R.Sm.